# Nikołaj Kondratiew
Nikołaj Dmitrijewicz Kondratjew, ros. Николай Дмитриевич Кондратьев (ur. 4 marca?/16 marca 1892 we wsi Gałujewska w guberni kostromskiej, zm. 17 września 1938 w miejscu egzekucji Kommunarka pod Moskwą) – rosyjski ekonomista, autor teorii długookresowych cykli koniunkturalnych, określanych od jego nazwiska cyklami Kondratiewa.

## Życiorys
Ukończył prawo na uniwersytecie w Sankt-Petersburgu. Działacz polityczny Partii Socjalistów-Rewolucjonistów. Był wiceministrem aprowizacji w Rządzie Tymczasowym Aleksandra Kiereńskiego. W listopadzie 1917 w demokratycznych wyborach do Konstytuanty wybrany deputowanym z okręgu Kostroma z listy Partii Socjalistów-Rewolucjonistów. 
W 1919 odsunął się z życia politycznego, wystąpił z partii i poświęcił pracy naukowej. W latach 1920–1926 był twórcą i jednocześnie dyrektorem Instytutu Badań Koniunktury. W 1920 aresztowany przez Czeka, ponownie w 1922 przez GPU. Był świadkiem w procesie pokazowym eserowców w 1922. Początkowo przeznaczony do deportacji z ZSRR wraz z innymi niebolszewickimi intelektualistami, decyzję uchylono. Był urzędnikiem Komisariatu Rolnictwa i Gospłanu. Aresztowany przez OGPU w 1930 i na zamkniętym procesie tzw. Chłopskiej Partii Pracy (ros. Трудовая крестьянская партия), który odbył się w 1931, skazany na osiem lat więzienia. „Chłopska Partia Pracy” podobnie jak bliźniacza „Partia Przemysłowa (Prompartia)” była mistyfikacją OGPU. Więziony w politizolatorze w suzdalskim Spaso-Jewfimiejewskim monasterze. 
W okresie wielkiego terroru, po 8 latach od aresztowania, skazany na śmierć i rozstrzelany.

## Cykle Kondratiewa
Na podstawie danych statystycznych dotyczących gospodarek Niemiec, Francji, Wielkiej Brytanii oraz Stanów Zjednoczonych ogłosił istnienie długich fal w ich rozwoju.
Pierwsza fala wystąpiła w latach 1790–1851 (wzrost do 1817, spadek do 1851), druga fala trwała od 1851 do 1896 (wzrost do 1875, spadek do 1896). Trzecia fala trwała od 1896 do 1928.
Na cykl Kondratiewa składa się 5 faz: ożywienie, szybki wzrost, dojrzałość, nasycenie i recesja.

## Ważniejsze prace
- Wielkie cykle koniunktury gospodarczej (1928)
- Rynek zbożowy i jego regulowanie w czasie wojny i rewolucji